# Dylan & the Dead
Dylan & The Dead — концертний альбом американського музиканта та автора пісень Боба Ділана, виданий 30 січня 1989 року лейблом Columbia Records.

## Про альбом
Платівка складається із 7 пісень, написаних і виконаних Діланом у супроводі гурту Grateful Dead. Dylan & the Dead було записано у 1987 році під час успішного стадіонного туру із однойменною назвою, під час якого два учасники виступали як окремо, так і разом.
Незважаючи на негативні оцінки від музичних критиків, альбом досяг № 37 у США та № 38 — у Великій Британії та отримав згодом золотий статус у США.

## Список пісень
| Сторона 1 | Сторона 1                  | Сторона 1  |
| #         | Назва                      | Тривалість |
| --------- | -------------------------- | ---------- |
| 1.        | «Slow Train»               | 4:54       |
| 2.        | «I Want You»               | 3:59       |
| 3.        | «Gotta Serve Somebody»     | 5:42       |
| 4.        | «Queen Jane Approximately» | 6:30       |

| Сторона 2 | Сторона 2                   | Сторона 2  |
| #         | Назва                       | Тривалість |
| --------- | --------------------------- | ---------- |
| 5.        | «Joey»                      | 9:10       |
| 6.        | «All Along the Watchtower»  | 6:17       |
| 7.        | «Knockin' on Heaven's Door» | 6:35       |